# 梁超怡
梁超怡 （英語：Joey Leung Chiu Yi，1996年9月12日—），香港女藝人，《2022年度香港小姐競選》季軍、「最上鏡小姐」、「現場觀眾至Like佳麗」及「最佳口才獎」得主，現為無綫電視經理人合約女藝員。

## 簡歷
梁超怡2002年曾以童星身分參演香港電影《無間道》，飾演男主角梁朝偉角色陳永仁之女兒「陳玥琪」。梁超怡曾就讀宣道會鄭榮之中學。其後隨家人移居美國芝加哥，就讀於北伊利諾大學市場營銷學系。大學畢業後曾在美國加州洛杉磯Facebook分公司擔任軟件程式員招聘部行政人員。
梁超怡曾參加2017年世界華商形象大使競選芝加哥賽區並贏得亞軍。该比赛以及而后的2018年美國總賽區冠軍是曾代表芝加哥參加2015年國際中華小姐的2015年芝加哥華埠親善小姐冠軍張羽琪。 梁超怡於2019年參加芝加哥華商會親善小姐競選，评委亦是2015年芝加哥華埠親善小姐冠軍張羽琪，张羽琪虽十分看好梁超怡，梁超怡惟最終落選。二位佳丽是TVB當紅花旦張曦雯的同鄉和師妹。
2022年，梁超怡參加《2022年度香港小姐競選》，她在參選時表示自己的志向是成為一個有影響力、能夠散播正能量給大家的人。最終，梁超怡在比賽中獲頒「現場觀眾至Like佳麗」、「最佳口才獎」、「最上鏡小姐」及季軍四個獎項，是首位有紋身的港姐三甲得主。比賽後，梁超怡與無綫電視簽下經理人合約，加入娛樂圈。
2023年，梁超怡開始參與無綫電視各大綜藝節目，包括《不可能任務（第二輯）》。4月起，梁超怡主持無綫電視青少年清談節目《周六聊Teen谷》。7月，梁超怡主持無綫電視醫學健康節目《身體最誠實》。
2024年10月9日，参演的电视剧《黑色月光》在优酷播出。

## 演出作品

### 電影
| 年份   | 名稱   | 角色   |
| 2002年 | 無間道 | 陳玥琪 |

### 電視劇（無綫電視）
| 年份   | 名稱       | 角色           |
| 2024年 | 黑色月光   | 青年卓慧雲     |
| 未播映 | 非常檢控觀 | 王頌星（青年） |

### 綜藝節目（無綫電視）
| 首播   | 節目名                                           | 備註                                                             |
| 2022年 | 2022年度香港小姐競選                             | 參選佳麗；季軍、最上鏡小姐、現場觀眾至Like佳麗、最佳口才獎得主   |
| 2023年 | 不可能任務（第二輯）                             | 與黎諾懿、賴慰玲、戴祖儀、李芷晴、關楓馨、程浩駿、周百恩共同參與 |
| 2023年 | 星光熠熠耀保良                                   |                                                                  |
| 2023年 | 香港同胞慶祝中華人民共和國成立七十四周年文藝晚會 |                                                                  |
| 2023年 | 獎門人Halloween感謝祭                            |                                                                  |
| 2023年 | 歡樂滿東華2023                                   |                                                                  |

### 主持節目（無綫電視）
| 首播   | 節目名       | 備註                               |
| 2023年 | 周六聊Teen谷 | 與陳懿德、陳星妤、王菲、梁凱晴主持 |
| 2023年 | 身體最誠實   | 與李佳芯、何沛珈、莫樹錦主持       |

## 外部連結
- 梁超怡的Instagram帳戶
- 梁超怡在香港影庫上的簡介
- 2022香港小姐競選 - 14號　梁超怡 Joey Leung - 佳麗檔案 - tvb.com （页面存档备份，存于）

| 前任： 楊培琳 | 香港小姐競選最上鏡小姐 2022年 | 繼任： 王怡然 |

| 前任： 邵 初 | 香港小姐競選季軍 2022年 | 繼任： 王敏慈 |